# Pavel Vilikovský
Pavel Vilikovský (ur. 27 czerwca 1941 w Palúdzce, zm. 10 lutego 2020 w Bratysławie) – słowacki prozaik i publicysta. Był także tłumaczem z języka angielskiego.
W roku akademickim 1958/59 studiował reżyserię filmową na praskim Wydziale Filmowym i Telewizyjnym, następnie (1960–1965) studiował anglistykę i słowacystykę na Uniwersytecie Komeńskiego. Pracował w miesięczniku literackim „Slovenské pohľady”, a potem jako redaktor wydawnictwa Tatran. W latach 1976–96 był redaktorem naczelnym miesięcznika Romboid.
Był dwukrotnym laureatem prestiżowej słowackiej nagrody literackiej Anasoft litera (2006, 2014) oraz laureatem nagrody Vilenica. W 2015 roku został odznaczony Krzyżem Pribiny II klasy.
W 2015 roku jego powieść Opowieść o rzeczywistym człowieku (Príbeh ozajského človeka) przełozył na język polski Tomasz Grabiński.

## Twórczość
- 1965 – Citová výchova v marci
- 1983 – Prvá veta spánku
- 1989 – Eskalácia citu
- 1989 – Kôň na poschodí, slepec vo Vrábľoch
- 1989 – Večne je zelený…
- 1991 – Slovenský Casanova
- 1992 – Peší príbeh
- 1996 – Krutý strojvodca
- 1998 – Okrídlená klietka alebo zo života mladého Slovenska a starých Slovákov
- 2001 – Posledný kôň Pompejí
- 2004 – Vyznania naivného milovníka
- 2005 – Čarovný papagáj a iné gýče
- 2006 – Silberputzen. Leštenie starého striebra
- 2009 – Vlastný životopis zla
- 2010 – Pes na ceste
- 2013 – Prvá a posledná láska
- 2014 – Letmý sneh
- 2017 – Krásna strojvodkyňa, krutá vojvodkyňa
- 2018 – RAJc je preč